# Alibi din dragoste
Alibi din dragoste este un film de comedie romantică american din 1989 regizat de Bruce Beresford, după un scenariu de Charlie Peters, în care joacă Tom Selleck, Paulina Porizkova, William Daniels și James Farentino.

## Sinopsis
Phil Blackwood (Selleck) este un romancier american care, fiind aflat într-o sală de judecată, o întâlnește pe Nina, suspectă de crimă de origine română atunci când ea este judecată. Îndrăgostindu-se de ea, Blackwood pretinde că este preot romano-catolic cu scopul de a o cunoaște în timp ce Nina își așteaptă verdictul. Nina poartă o cruciuliță la gât (care era interzis în România comunistă) și susține că este nevinovată, iar Phil o crede. Cu ajutorul editorului său, Sam (Daniels), Blackwood inventează un alibi („Avem o aventură.”) pentru Nina pentru a se asigura de eliberarea ei.
Nina se mută apoi cu Blackwood pentru a se sustrage Securității, care a comisese de fapt crima pentru a opri familia Ninei din a fugi în America. Punctul culminant al filmului are loc în timpul funeraliilor lui Grimaldi, o slujbă jovială în care mai mulți clovni se adună pentru a sărbători viața lui Joseph Grimaldi.

## Distribuție
- Tom Selleck ca Phil Blackwood
- Paulina Porizkova ca Nina
- William Daniels ca Sam
- James Farentino ca Frank
- Hurd Hatfield ca Troppa
- Victor Argo ca Auran
- Patrick Wayne ca Gary Blackwood
- Tess Harper ca Sally Blackwood

## Reacții
Filmul a primit recenzii negative, obținând un rating de 14% pe Rotten Tomatoes, bazat pe 21 recenzii.
Deși a fost cel mai cunoscut film în care a apărut Porizkova, rolul ei ca Nina i-a adus în anul 1990 o nominalizare la Zmeura de Aur pentru Cea Mai Proastă Actriță.